# Limbo (TV-serie)
Limbo är en svensk dramaserie från 2023. Seriens manus har skrivits av Emma Broström tillsammans med Rakel Wärmländer.
Serien vars första säsong består av sex avsnitt hade premiär på Viaplay den 12 februari 2023.
Ledmotivet till serien som heter Higher har gjorts och framförs av Björn Dixgård från Mando Diao.

## Handling
Limbo kretsar kring de tre vännerna Ebba, My och Gloria. Deras söner lånar, utan att få tillstånd, en bil och råkar i samband med bilfärden ut för allvarlig bilolycka. Alla tre sönerna skadas men Jakob, Ebbas son, skadas värst och får livshotade skador. Olyckan sätter mammornas relation till varandra på prov.

## Rollista (i urval)
- Sofia Helin – My
- Louise Peterhoff – Gloria
- Rakel Wärmländer – Ebba
- Oscar Töringe – Fredrik
- Anton Forsdik – Jakob
- Odin Romanus – Sebbe
- Linton Calmroth - Lukas
- Anki Lidén – Karin
- Philip Oros – Oscar
- Trond Espen Seim – Conrad
- Alexandra Zetterberg – Helena
- Klas Karterud - Jakobs läkare
- Danilo Bejarano - Adam